# Залюбовський Ілля Іванович
Залюбовський Ілля Іванович (15 червня 1929, с. Бутенки, Кобеляцький район, Полтавська область, Україна — 21 лютого 2013, Харків) — український вчений у галузі експериментальної ядерної фізики, член-кореспондент Національної академії наук України (1988), доктор фізико-математичних наук (1966), заслужений діяч науки і техніки України, лауреат Державної премії УРСР (1971) та Державної премії України (1993) в галузі науки і техніки.

## Біографія

Меморіальна дошка у Харкові

Могила Іллі Залюбовського на Другому міському кладовищі Харкова

Ілля Залюбовський народився на Полтавщині, він втратив своїх батьків під час Голодомору. Його справжні ім'я, прізвище та дата народження невідомі. Дату народження 15 червня 1929 він отримав за рішенням медицинської комісії будинку-інтерната, де перебував. У 1934 році був всиновлений Іваном Степановичем Залюбовським — дрібним службовцем залізниці, який мешкав  у селі Бутенки Кобеляцького району Полтавської області. Незважаючи на бідність, прийомні батьки намагалися дати Іллі достойну освіту. Тому по закінченні місцевої середньої школи зі срібною медаллю, у 1949 році, він приїхів до Харкова. Спочатку подав документи до Харківського інституту інженерів комунального будівництва, але пізніше переніс документи до Харківського державного університету імені О. М. Горького. Де, у зв'язку з недобором, був продовжений строк вступу на фізико-математичний факультет.
Ще студентом став працювати в університеті, 11 лютого 1952 року отримав посаду старшого препаратора фізико-математичного факультету, а 1 серпня того ж року — лаборанта. Свою наукову діяльність проводив під керівництвом академіка Антона Вальтера. Дипломна робота Залюбовського була пов'язана зі створенням 128-канального амплітудного аналізатора імпульсів, який був складовою частиною гамма-спектрометра. Також, в той час, займався метрологічним вимірюванням світловиходу та енергетичної роздільної здатності монокристалів йодиду натрію та йодиду цезію активованих талієм, які вирощувалися у Харківській філії Всесоюзного науково-дослідного інституту хімічних реактивів. Завдяки успішній роботі над дипломом, Вальтер запросив свого учня працювати в Українському фізико-технічному інституті.
По закінченні університету (1954) вступає до аспірантури. В цей же час розпочав викладацьку діяльність.
У 1962 році молодий доцент Ілля Залюбовський стає першим деканом фізико-технічного факультету, створеного на базі ядерного відділення фізико-математичного факультету.
У 1963–1965 роках у відрядженні до Арабської Республіки Єгипет, де очолював групу вчених, що займалися науковою роботою і підготовкою спеціалістів вищої кваліфікації в Атомному центрі.
Вже тяжко хворий А. К. Вальтер особисто запропонував ректору університету В. Ф. Лаврушину кандидатуру нового завідувача кафедри — І. Залюбовського. 1965 року обіймає посаду завідувача кафедри експериментальної ядерної фізики фізико-технічного факультету. Очоливши кафедру зробив її найпотужнішою в університеті.
1966 року захистив докторську дисертацію, з 1967 — професор.
З 1967 року перший проректор з наукової роботи університету.
У 1967 р. співробітниками кафедри під керівництвом І. І. Залюбовського було відкрито явище радіовипромінювання широких атмосферних злив космічних променів. Цикл робіт відзначений Державною премією УРСР у галузі науки і техніки (1971).
У 1968 брав участь у наукових дослідженнях та читав лекції в Резерфордівській лабораторії в Англії.
За цикл робіт «Визначення структури атомних ядер за допомогою магнітних моментів вибудованих атомів» у 1983 вчений був відзначений премією АН УРСР імені К. Д. Синельникова. У 1993 році І. Залюбовського та А. Вальтера (останнього посмертно) було удостоєно Державної премії України у галузі науки і техніки за підручник «Ядерна фізика» (четверте видання).
Обраний членом-кореспондентом АН УРСР 15 січня 1988 року.
Ілля Іванович викладає у Харківському національному університеті імені В. Н. Каразіна, а також читає лекції на запрошення університетів інших країн.
Почесний громадянин м. Харкова (2006).

## Наукова діяльність
Після того, як Ілля Іванович очолив кафедру, він сприяв відкриттю в університеті нових напрямків досліджень, пов'язаних із космічною фізикою, радіаційною фізикою твердого тіла та біофізикою. З його ініціативи розвиваються експериментальні методи дослідження взаємодії космічного випромінювання з атмосферою та магнітосферою Землі.
Перший цикл наукових робіт І. Залюбовського пов'язаний з дослідженням процесів взаємодії прискорених частинок з атомними ядрами.
Після серії експериментів під його керівництвом, було відкрито ефект радіовипромінювання широких атмосферних злив космічних променів (1967), а також докладно досліджено механізм його виникнення. Цю роботу було відзначено Державною премією УРСР у галузі науки і техніки (1971).
З початку 70-х років відбувався значний розвиток кафедри: колектив отримав нові приміщення у селищі П'ятихатки; зросли чисельність наукових співробітників, кількість винаходів, захищених авторськими свідоцтвами.
Іллі Івановичу, одному з перших у світі, вдалося розв'язати задачу стосовно вимірювання статистичних електромагнітних моментів атомних ядер. Ці роботи, які в 1983 р. було відзначено премією АН України ім. К. Д. Синельникова, знаходять подальший розвиток на сучасних прискорювачах.
Під його керівництвом в університеті створено потужну експериментальну базу для розв'язання фундаментальних задач радіаційної фізики твердого тіла, радіаційного матеріалознавства, біофізики та медицини, радіаційних випробувань та розробки нових технологій.
На основі його лекцій написано підручники «Ядерна фізика» (чотири видання), «Ядерна спектроскопія» (1980).
Під керівництвом Іллі Івановича створено потужну експериментальну базу для розв'язання фундаментальних задач радіаційної фізики твердого тіла, радіаційного матеріалознавства, біофізики та медичної фізики, радіаційних випробувань та технологій, а також мікроаналізу речовини. При комплексних експериментальних дослідженнях процесів взаємодії випромінювання різного походження і енергії з речовинами та матеріалами виявлено нові закономірності та ефекти, пов'язані з радіаційним впливом на фізичні властивості металів, сплавів, напівпровідникових і полімерних матеріалів та біологічних об‘єктів.
Завдяки І.Залюбовському вдосконалена організація наукових досліджень. Створені структурні підрозділи, які очолюють висококваліфіковані спеціалісти, продовжують розпочаті дослідження у співпраці з установами НАН та Національного космічного агентства України, а також з провідними науковими ядерно-фізичними центрами інших країн. У межах міжнародної співпраці досліджується структура екзотичних атомних ядер, на розроблених спільно з Інститутом ядерних досліджень РАН експериментальних установках досліджується природа нейтрино, успішно проходить випробування на російському супутнику унікальний телескоп енергійних заряджених частинок (проект «КОРОНАС-ФОТОН»).
Серед опублікованих І. І. Залюбовським наукових робіт, загальна кількість яких перевищує 400, 5 монографій, підручник «Ядерна фізика» і єдиний в нашій країні навчальний посібник «Ядерна спектроскопія» для студентів університетів.
І. Залюбовському належить значна заслуга в організації та подальшому розвитку фізико-технічного факультету. Серед учнів І. І. Залюбовського 8 докторів та близько 40 кандидатів наук.
Ілля Іванович є головою експертної ради природничих наук при Міністерстві освіти і науки України, був членом комітету з Державних премій України в галузі науки і техніки. Член наукової ради НАН України з ядерної фізики та фізики високих енергій. Багато років був повноважним представником уряду України в Об'єднаному інституті ядерних досліджень (м. Дубна, Росія).
Головний редактор журналів «Ядра, частинки, поля», «Фізична інженерія поверхні», член редколегії «Українського фізичного журналу».

## Родина
Був одружений з біофізиком Наталією Залюбовською (1934—1980), яка походила з наукової родини, її батьки працювали у науково-дослідних інститутах. У подружжя в 1966 році народилася дочка Ольга, яка стала доктором медицинських наук.

## Відзнаки
Нагороджений двома орденами Трудового Червоного Прапора (1976, 1986), є повним кавалером ордену «За заслуги» III, II та І ступенів.
Цикл робіт з комплексного дослідження атомних ядер і процесів взаємодії частинок, ядер та випромінювання різної енергії з речовиною в 1994 році було відзначено нагородою імені Ярослава Мудрого.